# Rodalquilarita
La rodalquilarita es un mineral de la clase de los minerales óxidos. Fue descubierta en 1967 en un filón en la localidad de Rodalquilar, en la provincia de Almería (España), siendo nombrada así por esta localidad. Un sinónimo es su clave: IMA1967-040.

## Características químicas
Es un telurito anhidro con aniones adicionales de cloruro y cationes de hierro e hidrógeno.

## Formación y yacimientos
Es un mineral de aparición rara, que se forma en la zona de oxidación de los yacimientos de metales preciosos conteniendo telurio, más concretamente en Rodalquilar se encontró en un filón de oro.
Además del yacimiento mencionado también se ha encontrado en la Región de Coquimbo (Chile) (Mina El Tambo, distrito El Indio) y en Arizona (EE. UU.).
Suele encontrarse asociado a otros minerales como: emmonsita, oro, alunita, jarosita, cuarzo, telurio, mackayita o sonoraíta.